# Walter Borck
Walter Borck (Monaco di Baviera, 1º maggio 1891 – 5 gennaio 1949) è stato un calciatore tedesco, di ruolo portiere.